# Cornelis Coomans

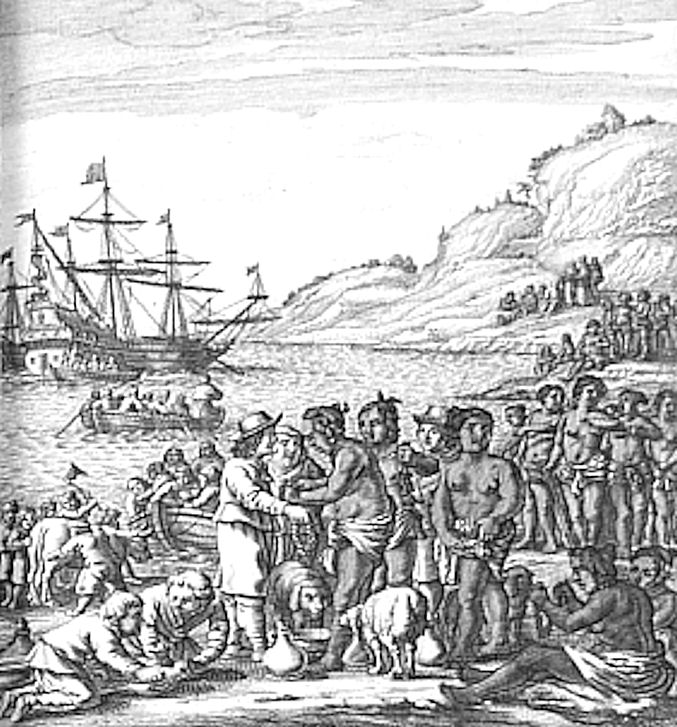
Een Franse vloot arriveert op Atjeh, 1619-1622.

Cornelis Coomans, (Alkmaar, ca 1590 - Utrecht, 23 augustus 1647) was een opperkoopman bij de VOC en raad van justitie in Batavia.

## Biografie
Coomans reisde in 1610 naar de Oost op het schip de Witte Leeuw, dat in 1601 was gebouwd voor de VOC kamer te Amsterdam. De bemanning bestond uit 130 officieren, matrozen en busschieters. Er waren zestig passagiers aan boord, waaronder een aantal predikanten, onderwijzers en ambachtslieden met hun gezinnen, de eerste kolonisten in de Oost. Het schip vertrok op 30 januari, in gezelschap van drie andere schepen. Pieter Both was benoemd als admiraal en voer op het Wapen van Amsterdam. De vloot bestond verder uit de Brak, Ceylon, Witte Leeuw, en de Zwarte Leeuw. De drie schepen uit Zeeland (Ter Goes, Oranje en Vlissingen) ontmoetten op 1 februari 1610 de hoofdvloot bij het eiland Wight. In februari 1610 besloot de Brede Raad van de vloot "dat ieder man van 't varende volk gegeven zouden worden vier kazen om te bewaren en tot Bantam komende die wederom te vertoonen op poene van een maand gagie". Op 22 februari lag het schip bij de Kaapverdische Eilanden om vers water in te nemen. Vijftien haringen en een kaas dienden als ruilmiddel. De gouverneur had nog niet van het Twaalfjarig bestand vernomen en beantwoordde het verzoek met kanonschoten. Op 17 april passeerde de vloot de evenaar. Vijf weken lang hadden de schepen te maken met de beruchte windstilte.
Op 9 juni werd de vloot deels uit elkaar geslagen door een storm. De Ter Goes en het Wapen van Amsterdam raakten van de rest gescheiden. De Brak verloor de vloot op 23 juni 1610 uit het oog tijdens een tweede storm. Op 28 juni was vrijwel iedereen ziek aan boord van het admiraalsschip. Both beschreef zijn schip als een drijvend hospitaal. In of bij de Tafelbaai ontmoetten ze twee schepen, uitgereed door Isaac le Maire die ter walvisvaart naar de Kaap waren gevaren.

## Mauritius
Op 24 juli kwam het schip de Witte Leeuw aan in de zogenaamde Verhagensbaai. naar het zich laat aanzien met 34 zieken en tien doden aan boord.
De Brak kwam onder bevel van Pieter Both op 3 augustus 1610 zwaar gehavend op Mauritius aan, gevolgd door de schepen het Wapen van Amsterdam en de Ter Goes op 19 september. Ze kregen te horen dat de Erasmus daar al een jaar lag te wachten. Dat schip had op 27 januari 1609 ter hoogte van Mauritius de retourvloot wegens lekkage moeten verlaten. De lading kruidnagel lag aan wal opgeslagen; de 69 opvarenden hadden zich moeizaam in leven weten te houden.
De vier schepen vertrokken eind augustus van Mauritius, maar lagen nog een maand bij de Comoren te wachten op een gunstige wind. Op 1 oktober 1610 arriveerde de 'Hazewind' in Bantam. Het jacht was naar Indië gezonden om het 12-jarig bestand aan te kondigen. Op 16 november arriveerde de Witte Leeuw bij Bantam; onder de soldaten had een zelfmoord plaatsgevonden, en er waren onderweg drie kinderen geboren.
Both arriveerde pas op 19 december. Hij had opdracht om een plek te zoeken die zowel geschikt was als rendez-vous voor de schepen maar ook geschikt als centrum voor het bestuur. Hij kocht een stuk grond van een regent van Jacatra en liet daarop een huis bouwen met een omheind erf. Op het eiland Onrust liet hij een scheepswerf aanleggen. Verder moest hij corruptie bestrijden en had opdracht de zaak tegen Samuel Blommaert te onderzoeken. Voor de handel concentreerde Both (en zijn onmiddellijke opvolgers) zich op de Molukken.
Both liet forten bouwen op Banda en Makian om het monopolie in de Molukken te kunnen waarborgen tegen de Portugezen, de Spanjaarden, de Engelsen, de Chinezen, de Arabieren en de Perzen.

## Opperkoopman

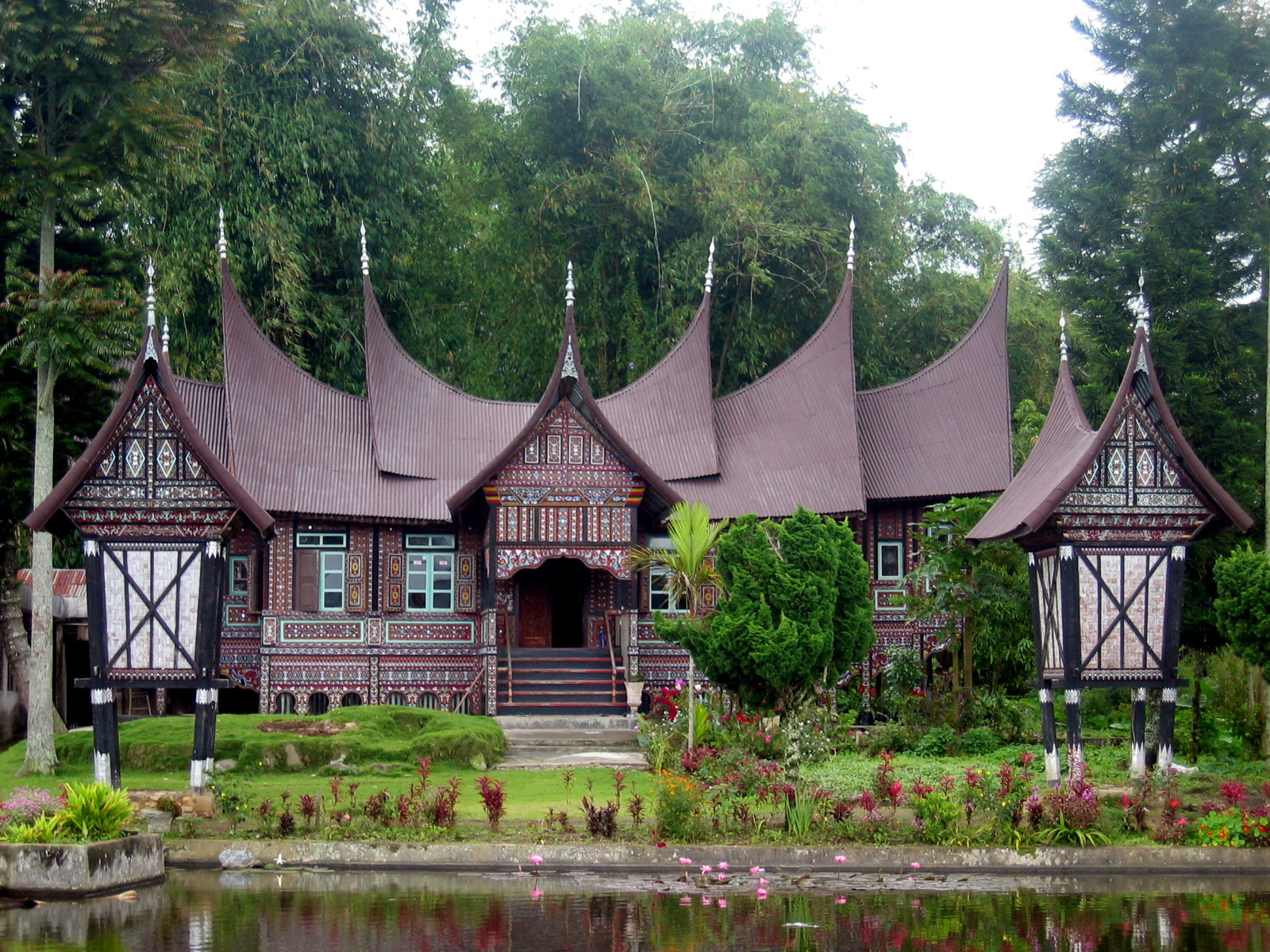
Rumah Gadang op of West Sumatra

In 1612 werd Coomans overgeplaatst naar Ternate, in 1613 naar Batjan. In 1615 reisde hij als opperkoopman naar de Molukken, in 1616 naar Jambi en Malakka. De VOC had te maken met concurrentie van Engelse Oostindische Compagnie en de Deense Oostindische Compagnie. Hij werd naar de sultan van Atjeh gezonden om het recht te verkrijgen peper op Tiku en Pariaman op West-Sumatra te kopen, met uitsluiting van de Engelsen. Ze beloofden hulp tegen de Portugezen. Als de handelsovereenkomst niet kon worden verkregen, moest hij naar Tiku zeilen om de sultan tegen die van Atjeh op te zetten. Het recht werd voor twee jaar verleend. In april 1618 werd zijn contract voor twee jaar verlengd tegen 150 gulden per maand. Willem Jansz werd uitgezonden om een onderzoek in te stellen als een partij peper verdwenen blijkt. In 1620 werd hij door J.P. Coen teruggeroepen omdat Coomans zich met onderlinge geschillen tussen de Maleisiërs bemoeide en omdat hij te weinig bood voor de peper. In juni 1622 is hij terug in Texel. In 1643 woonde hij in Utrecht.
Coomans was ongehuwd. Vlak voor zijn dood liet hij vastleggen dat zijn bezit aan meubels, schilderijen, obligaties en juwelen bij de weeskamer in Alkmaar werden ondergebracht. Coomans had een kapitaal 118.000 gulden uitstaan, omgerekend naar huidige maatstaven meer dan een miljoen euro.

## De Witte Leeuw
De Witte Leeuw is een van de oudste VOC-wrakken. Het is verbrand tijdens een gevecht met een Portugese kraak bij Sint Helena op 13 juni 1613. Het wrak werd in 1977 ontdekt door de Belgische duiker Robert Sténuit. Hij vond het wrak op een diepte van 36 meter in de baai van Jamestown.